# Grégoire Barrère
Pour les articles homonymes, voir Barrère.
Grégoire Barrère, né le 16 février 1994 à Charenton-le-Pont, est un joueur de tennis français, professionnel depuis 2012.

## Biographie
Grégoire Barrère commence le tennis à l'âge de 3 ans au VGA Saint-Maur. Formé à l'INSEP, il y passe trois ans et côtoie notamment Lucas Pouille et Mathias Bourgue. Il refuse une offre du Centre national d'entraînement et fait le choix de s'entraîner de son côté avec Olivier Malcor. Depuis 2017, il fait partie de la All In Academy où il est suivi par Nicolas Copin.
Il a été champion d'Europe cadets par équipe en 2010 et vice-champion en individuel.
Il a une sœur, Eleonore, qui a été professionnelle entre 2015 et 2017. Il réside à Boulogne-Billancourt.

## Carrière

### 2012-2018: progression sur le circuit secondaire
Grégoire Barrère remporte son premier tournoi professionnel à Coxyde en 2013. Alors classé 435e mondial, il fait parler de lui la première fois en 2015 lorsqu'il atteint la finale du tournoi Challenger de Quimper où il s'incline en trois manches contre Benoît Paire. Il fait ses débuts en Grand Chelem lors du tournoi de Roland-Garros 2016 où il a obtenu une invitation. Il affronte la tête de série n°12 David Goffin contre lequel il s'incline en trois sets. En 2017, incapable de défendre les points qu'il a notamment acquis sur terre battue, il chute au classement jusqu'à la 698e place mondiale fin septembre et retourne jouer sur le circuit ITF.
Il commence bien sa saison 2018 avec deux titres à Bagnoles-de-l'Orne et Bressuire suivi d'un premier succès en Challenger à Lille contre l'Allemand Tobias Kamke. Il obtient également de bonnes performances sur terre battue en s'imposant à Angers et en atteignant la finale du Challenger de Bordeaux. Ces résultats lui permettent d'obtenir une nouvelle invitation pour les Internationaux de France,. Opposé au Moldave Radu Albot, il parvient à mener deux manches à zéro avant de faiblir physiquement et de s'incliner en cinq sets (4-6, 0-6, 7-5, 6-1, 6-2). Par la suite, il parvient à se qualifier pour le tournoi de Wimbledon où il est battu par Stéfanos Tsitsipás (6-3, 6-4, 63-7, 7-5). Fin novembre, il est le sparring-partner de l'équipe de France de Coupe Davis lors de la finale à Lille. Il termine sa saison dans le top 150, soit un gain de près de 500 places.

### 2019-2020: premiers succès en Grand Chelem
Grégoire Barrère s'illustre début 2019 lors de sa tournée européenne en salle en s'adjugeant deux titres supplémentaires en Challenger. Il s'impose tout d'abord à Quimper face à Dan Evans puis il défend son titre à Lille, où il prend la mesure de l'Allemand Yannick Maden en finale. 
Dans les tournois du Grand Chelem, il rencontre ses premiers succès, s'imposant tout d'abord contre Matthew Ebden (6-3, 5-7, 7-5, 6-1) avant de chuter contre Karen Khachanov (6-3, 7-66, 0-6, 7-5) à Roland-Garros, puis écarte Alexander Bublik à Wimbledon avant de s'incliner contre son ami Lucas Pouille. À New York, il franchit également le cap du premier tour en sortant Cameron Norrie après un duel de cinq manches et 4 heures de jeu (7-64, 6-4, 4-6, 65-7, 7-62). Cette victoire marque son entrée dans le top 100. Il est toutefois nettement battu au tour suivant par David Goffin (6-2, 6-2, 6-2). En fin de saison, il atteint les quarts de finale du tournoi ATP de Metz en battant notamment Hubert Hurkacz et il atteint la finale à Orléans.
En 2020, il s'offre la plus belle victoire de sa carrière en écartant le 23e mondial Grigor Dimitrov (64-7, 6-4, 7-5) au deuxième tour du tournoi de Montpellier. Début septembre, il atteint de nouveau le second tour à l'US Open après avoir disposé du Japonais Taro Daniel (6-3, 6-4, 3-6, 6-1). Il est dominé en trois manches par Andrey Rublev. Après une période plus délicate qui le fait retomber au-delà de la 200e place mondiale, il rebondit en 2022 en disputant cinq finales sur le circuit Challenger, remportant les deux dernières à Orléans et Brest. Sa victoire à Orléans, la plus importante de sa carrière, est d'autant plus remarquable, qu'il élimine quatre joueurs du top 100 sur son parcours.

### 2023: confirmation sur le circuit ATP
Défait au premier tour de l'Open d'Australie 2023, il rebondit lors du Challenger de Quimper qu'il remporte face au jeune Arthur Fils. Il enchaîne avec un quart de finale à Montpellier où il se défait du tenant du titre, le Kazakh Alexander Bublik (6-4, 612-7, 7-63), puis du Géorgien Nikoloz Basilashvili. En quarts, il s'incline de peu face au prodige danois Holger Rune (7-62, 7-65). Issu des qualifications à Rotterdam, il écarte David Goffin avant d'être battu par Félix Auger-Aliassime. Après deux échecs à Indian Wells et Phoenix, il participe au Masters de Miami où il remporte la plus belle victoire de sa carrière au second tour face au Britannique Cameron Norrie (6-3, 6-2), pourtant 12e mondial. Il est battu au tour suivant par l'Américain Christopher Eubanks. Il réalise une performance semblable à Rome avec une victoire sur le n°11 mondial Karen Khachanov (4-6, 6-4, 7-64). Sur gazon, il est demi-finaliste à Eastbourne contre Tommy Paul, un résultat qui le fait brièvement entrer dans le top 50. Il passe également le premier tour à Wimbledon en se défaisant de Lloyd Harris. En revanche, il s'incline d'entrée à l'US Open devant le qualifié de 17 ans Jakub Menšík.
Après une succession de défaites début 2024 qui occasionnent sa sortie du top 100, il rebondit de manière inattendue sur la terre battue de Bucarest où il parvient en demi-finale après avoir écarté au cours de la même journée le 26e mondial Sebastian Korda puis Pedro Martínez Portero.

## Palmarès
Il compte à son palmarès six titres sur le circuit ITF et six tournois Challenger en simple acquis à Lille en 2018, Quimper et Lille en 2019, Orléans et Brest en 2022 et Quimper en 2023. En double, il totalise six titres ITF et quatre Challenger remportés à Lyon, Bangkok Parme et Quimper.

## Parcours dans les tournois duGrand Chelem

### En simple
| Année | Open d'Australie | Open d'Australie  | Internationaux de France | Internationaux de France | Wimbledon       | Wimbledon            | US Open         | US Open       |
| ----- | ---------------- | ----------------- | ------------------------ | ------------------------ | --------------- | -------------------- | --------------- | ------------- |
| 2015  | —                | —                 | Q1                       | A. Kudryavtsev           | —               | —                    | —               | —             |
| 2016  | Q1               | Marinko Matosevic | 1er tour (1/64)          | David Goffin             | Q2              | Albano Olivetti      | Q1              | A. Sarkissian |
| 2017  | —                | —                 | Q1                       | Matija Pecotic           | —               | —                    | —               | —             |
| 2018  | —                | —                 | 1er tour (1/64)          | Radu Albot               | 1er tour (1/64) | Stéfanos Tsitsipás   | Q2              | Tommy Robredo |
| 2019  | Q2               | Thiago Monteiro   | 2e tour (1/32)           | Karen Khachanov          | 2e tour (1/32)  | Lucas Pouille        | 2e tour (1/32)  | David Goffin  |
| 2020  | 2e tour (1/32)   | Guido Pella       | 1er tour (1/64)          | Grigor Dimitrov          | Annulé          | Annulé               | 2e tour (1/32)  | Andrey Rublev |
| 2021  | Q3               | F. Ferreira Silva | 1er tour (1/64)          | Fabio Fognini            | 1er tour (1/64) | B. van de Zandschulp | —               | —             |
| 2022  | Q1               | Dane Sweeny       | 2e tour (1/32)           | John Isner               | Q1              | P. Kohlschreiber     | Q2              | C. Eubanks    |
| 2023  | 1er tour (1/64)  | T. M. Etcheverry  | 1er tour (1/64)          | Emil Ruusuvuori          | 2e tour (1/32)  | Denis Shapovalov     | 1er tour (1/64) | Jakub Menšík  |
| 2024  | 1er tour (1/64)  | Tommy Paul        | 1er tour (1/64)          | Alexander Bublik         | Q1              | Quentin Halys        | —               | —             |

N.B. : à droite du résultat se trouve le nom de l'ultime adversaire.

### En double messieurs
| Année | Open d'Australie                                                                   | Open d'Australie                                                                   | Internationaux de France                                                              | Internationaux de France | Wimbledon                                                                               | Wimbledon                                                                         | US Open | US Open |
| ----- | ---------------------------------------------------------------------------------- | ---------------------------------------------------------------------------------- | ------------------------------------------------------------------------------------- | ------------------------ | --------------------------------------------------------------------------------------- | --------------------------------------------------------------------------------- | ------- | ------- |
| 2016  | —                                                                                  | —                                                                                  | 2e tour (1/16) Q. Halys \|\| style="text-align:left;" \| R. Bopanna F. Mergea         | —                        | —                                                                                       | —                                                                                 | —       |         |
| 2017  | —                                                                                  | —                                                                                  | 1er tour (1/32) A. Olivetti \|\| style="text-align:left;" \| R. Jebavý Jiří Veselý    | —                        | —                                                                                       | —                                                                                 | —       |         |
|       |                                                                                    |                                                                                    |                                                                                       |                          |                                                                                         |                                                                                   |         |         |
| 2019  | —                                                                                  | —                                                                                  | 1/8 de finale Q. Halys \|\| style="text-align:left;" \| Guido Pella Schwartzman       | —                        | —                                                                                       | —                                                                                 | —       |         |
| 2020  | 2e tour (1/16) A. Mannarino \|\| style="text-align:left;" \| A. Krajicek F. Škugor | 1er tour (1/32) Q. Halys \|\| style="text-align:left;" \| Rajeev Ram Joe Salisbury | Annulé                                                                                | Annulé                   | —                                                                                       | —                                                                                 |         |         |
| 2021  | —                                                                                  | —                                                                                  | 1er tour (1/32) A. Olivetti \|\| style="text-align:left;" \| Max Purcell Luke Saville | —                        | —                                                                                       | —                                                                                 | —       |         |
|       |                                                                                    |                                                                                    |                                                                                       |                          |                                                                                         |                                                                                   |         |         |
| 2023  | —                                                                                  | —                                                                                  | —                                                                                     | —                        | 1er tour (1/32) Q. Halys \|\| style="text-align:left;" \| S. González É. Roger-Vasselin | 2e tour (1/16) Q. Halys \|\| style="text-align:left;" \| Julian Cash Henry Patten |         |         |
| 2024  | —                                                                                  | —                                                                                  | 1/8 de finale L. Pouille \|\| style="text-align:left;" \| Rajeev Ram J. Salisbury     | —                        | —                                                                                       | —                                                                                 | —       |         |

N.B. : le nom du partenaire se trouve sous le résultat ; le nom des ultimes adversaires se trouve à droite.

## Parcours dans lesMasters 1000
| Année | Indian Wells     | Miami              | Monte-Carlo | Madrid              | Rome                 | Canada                 | Cincinnati           | Shanghai           | Paris |
| ----- | ---------------- | ------------------ | ----------- | ------------------- | -------------------- | ---------------------- | -------------------- | ------------------ | ----- |
| 2023  | 1er tour J. Sock | 3e tour C. Eubanks | —           | 2e tour G. Dimitrov | 3e tour F. Cerúndolo | 1er tour M. Berrettini | 1er tour Y. Nishioka | 2e tour C. Alcaraz | —     |
| 2024  | —                | —                  | —           | —                   | 1er tour T. Seyboth  | —                      | —                    | —                  | —     |

N.B. : sous le résultat se trouve le nom de l’ultime adversaire.

## Classements ATP en fin de saison
| Année          | 2011 | 2012 | 2013 | 2014 | 2015 | 2016 | 2017 | 2018 | 2019 | 2020 | 2021 | 2022 | 2023 | 2024 |
| Rang en simple | 1627 | 1013 | 726  | 471  | 237  | 248  | 618  | 141  | 82   | 109  | 167  | 91   | 84   | 162  |
| Rang en double | 1366 | 959  | –    | 398  | 476  | 239  | 384  | 882  | 223  | 182  | 224  | 568  | 457  | 273  |

Source : (en) Classements de Grégoire Barrère sur le site officiel de la Fédération internationale de tennis